# The New Adventures of He-Man
The New Adventures of He-Man är en tecknad TV-serie som ursprungligen sändes i syndikering under perioden 1 september 1990-1 juni 1991 medan Mattel släppte actionfigurer baserade på He-Man, en efterföljare till den framgångsrika Masters of the Universe. TV-serien skulle bli en fortsättning på Filmations TV-serie He-Man and the Masters of the Universe. Men då Filmation inte var inblandade var serien väldigt olik sin föregångare.

## Handling
He-Man har kallats från planeten Eternia till den futuristiska planeten Primus för att skydda den från onda mutanter från grannplaneten Denebria. Men hans gamla fiende Skeletor har följt honom och allierat sig med mutanterna. Tillsammans med ett team galaktiska väktare slåss He-Man för att skydda Primus och alla dess resurser från anfallen av Skeletor och mutanterna.

Manus till de flesta avsnitten skrevs av Jack Olesker.

## Tecknade miniserier
Med actionfigurerna följde tecknade miniserier, där handlingen är något annorlunda: då prins Adam och Skeletor reser till Primus, förvandlas prins Adam till He-Man mitt framför Skeletor, och hans hemliga identitet avslöjas, varefter han ger upp sin identitet som prins Adam för att i fortsättningen enbart vara He-Man. "Explosionen" vid förvandlingen skadar Skeletor, som gör sig till en cyborg för att överleva. I serierna svär Skeletor heller ingen trohet till Flogg, utan tar kommandot över mutanterna.
Förvandlingen från Adam till He-Man finns med i TV-serien, då dess skapare ansåg det svårt att överge de från den ursprungliga TV-serien populära förvandlingsscenerna. I denna serie byts ett ord ut i He-Mans förvandling - i stället för "By the power of Grayskull...I have the power!", säger han "By the power of Eternia...I have the power!"

## Mottagande
Serien fick ursprungligen dålig kritik då den var olik Filmations serie, och räknades som icke-kanonisk och utan koppling till originalserien 

## DVD-släpp
The New Adventures of He-Man släpptes till DVD av BCI Eclipse LLC. 
2009 hade släppet upphört då BCI Eclipse lagts ner.
| DVD-namn                               | Antal avsnitt | Släppdatum i DVD-region 1 |
| -------------------------------------- | ------------- | ------------------------- |
| The New Adventures of He-Man: Volume 1 | 33            | 26 december 2006          |
| The New Adventures of He-Man: Volume 2 | 32            | 27 mars 2007              |

## Avsnittsguide
1. "A New Beginning"
2. "Quest for the Crystals"
3. "The Heat"
4. "Attack on Onnor"
5. "The Ultimate Challenge"
6. "Sword & Staff"
7. "The Pen Is Mightier Than the Sword... Or Is It?"
8. "Glastnost Schmaznost"
9. "The Youngest Hero"
10. "The Festival of Lights"
11. "The Gift"
12. "Skeletor's Victory"
13. "He-Man in Exile"
14. "The Seeds of Resistance"
15. "The Battle for Levitan"
16. "Crack in the World"
17. "Escape from Gaolotia"
18. "He-Man Mutant"
19. "Juggernaut"
20. "Fading Star"
21. "Skeletor's Revenge"
22. "The Mind Lens"
23. "Adam's Adventure"
24. "Collision Course"
25. "Planet of Junk"
26. "Sanctuary"
27. "Council of Clones"
28. "Cold Freeze"
29. "He-Caz"
30. "Slaves to the Machine"
31. "The Galactic Guardians"
32. "The Siege of Serus"
33. "The Children's Planet"
34. "Zone of Darkness"
35. "Once Upon a Time"
36. "A Plague Upon Primus"
37. "The Test of Time"
38. "Four Ways to Sundown"
39. "The Sheriff of Gorn City"
40. "The New Wizard in Town"
41. "The Nemesis Within"
42. "He-Fan"
43. "The Dream Zone"
44. "Brain Drain"
45. "You're in the Army Now"
46. "No Easy Way"
47. "The Guns of Nordor"
48. "The Bride of Slushhead"
49. "Dreadator"
50. "Mutiny on the Mothership"
51. "Rock to the Future"
52. "The Running of the Herd"
53. "Balance of Power"
54. "The Tornadoes of Zil"
55. "The Taking of Levitan"
56. "Save Our City"
57. "The Power of the Good and the Way of the Magic"
58. "Queen's Gambit"
59. "There's Gems in Them Hills"
60. "The Call to the Games"
61. "The Blacksmith of Crelus"
62. "A Time to Leave"
63. "The Games"
64. "Flogg's Revenge"
65. "The Final Invasion"

## Röster (originalversion)
- Don Brown - Hydron, Gepple, Optikk, Quakke, Kayo, Vizar, Werban
- Gary Chalk - He-Man, Artilla, President Pell, Alcon, Sgt. Krone, Andros, Gross
- Ted Cole - Spinwit, Slushhead, Karatti, Staghorn, Gleep
- Michael Donovan - General Nifel
- Tracy Eisner - Drissi
- Mark Hildreth - Caz
- Anthony Holland - Master Sebrian
- Campbell Lane - Skeletor, Sagitar
- Scott McNeil - Flipshot, Butthead, Krex, Captain Zang
- Doug Parker - Prince Adam, Hoove, Meldoc
- Alvin Sanders - Flogg, Tuskador
- Venus Terzo - Crita, Mara, Sorceress of Castle Grayskull

### Fotnoter
1. 1 2 3  ”Masters Cast - Episode 25”. Masters Cast. http://masterscast.com/?p=46. Läst 15 oktober 2009.
2. ↑  ”DVD Review: The New Adventures of He-Man - Volume 1”. The Trades. Arkiverad från originalet den 25 oktober 2007. https://web.archive.org/web/20071025124920/http://www.the-trades.com/article.php?id=5082. Läst 15 oktober 2009.
3. 1 2  ”DVD Review: The New Adventures of He-Man - Volume 1”. DVD Talk. http://www.dvdtalk.com/reviews/25884/new-adventures-of-he-man-vol-1/. Läst 15 oktober 2009.
4. 1 2  ”The New Adventures of He-Man Volume 1": Fighting Mutant Slime in a Future Time”. Toon Zone. http://news.toonzone.net/articles/20973/the-new-adventures-of-he-man-volume-1-fighting-mutant-slime-in-a-future-time. Läst 15 oktober 2009.
5. ↑  ”Site News - PRESS RELEASE: Navarre Shuts Down BCI, Makers of He-Man, Day Break, Price is Right and other DVDs”. TVShowsOnDVD.com. Arkiverad från originalet den 31 maj 2010. https://web.archive.org/web/20100531025036/http://www.tvshowsondvd.com/news/Site-News-BCI-Shut-Down/11064#ixzz0wWpIELRs. Läst 31 maj 2010.